# Minako Nishiyama
 (avril 2013).
Si vous disposez d'ouvrages ou d'articles de référence ou si vous connaissez des sites web de qualité traitant du thème abordé ici, merci de compléter l'article en donnant les références utiles à sa vérifiabilité et en les liant à la section « Notes et références ».
Minako Nishiyama (西山 美なコ, Nishiyama Minako) est une artiste contemporaine japonaise née en 1965 à Hyogo.

## Biographie
Elle est une représentante marquante de la tendance « kawaii » de l'art populaire japonais à partir de 1990. Cette tendance « gentille » est marquée par une dominante forte, la couleur rose, qui prolonge l'univers des poupées des petites filles, des bonbons et des fleurs. Minako Nishiyama se distingue par ses créations en trois dimensions, profondément ancrées dans l’imaginaire féminin japonais. Parmi ses œuvres emblématiques figure La Maison Rose (1991), évoquant une version grandeur nature de la maison de Barbie, à l’instar de La maison de Licca-chan, ou encore les univers scéniques du Takarazuka Revue. Elle compte parmi les artistes ayant joué un rôle central dans l’intégration de la sous-culture japonaise comme forme d’expression artistique à part entière.
Mais l'ambiguïté est constante dans son œuvre et la frontière est très mince avec l'industrie florissante du sexe qui utilise les mêmes codes et les mêmes fantasmes.